# 加越トンネル
加越トンネル（かえつトンネル）は北陸新幹線の富山県・石川県境で建設された、全長6,130 mの鉄道用山岳トンネルである。難工事箇所として1989年（平成元年）に富山県側から着工されたが、建設途中で当該区間のルート（高岡駅 - 金沢駅間）が変更されたため、未完成のまま工事は中断され、放棄された。その後は富山県に譲渡され、同県によって管理されている。

## 経緯
1989年（平成元年）1月17日の整備新幹線本格着工の決定に伴い、同年8月2日に難工事先行工事として着工し、同年8月18日に調査工事が小矢部市にて着工された。北陸新幹線は当初、金沢駅 - 新高岡駅 - 富山駅をすべてフル規格で建設する計画だったが、1988年（昭和63年）に建設費の削減を目的として運輸省から発表された案により、石川県 - 富山県の区間は「金沢駅 -（スーパー特急） - 高岡駅 -（在来線）- 富山駅」という計画に変更されていた。
しかし、この区間を経営する西日本旅客鉄道（JR西日本）は、北陸新幹線の開業後に並行在来線である北陸本線（津幡駅 - 高岡駅間および魚津駅 - 糸魚川駅間）を経営分離することを求めていた。高岡 - 金沢間がスーパー特急方式で建設された場合、同区間に並行する北陸本線（高岡 - 金沢間）はJRから経営分離されることになるため、北陸新幹線の駅設置予定がなかった北陸本線の沿線自治体（富山県小矢部市など）からはこれに反発する声があり、地元の富山県では新幹線の建設促進と並行在来線問題を同時に解決できる方策を検討していた。
1991年（平成3年）6月14日に中沖豊富山県知事から運輸省に対してルート変更案の説明があった。これは富山県内の石動駅前後の区間で従来のルートより南側に線路を移し、高岡駅ではなく石動駅で在来線と接続するようにするものであった。これにより、経営分離の範囲を津幡駅 - 高岡駅間ではなく津幡駅 - 石動駅間にし、富山県内の区間の存続を確実にしようとする狙いがあった。同年10月13日に運輸省がルート変更案を了承し、12月19日に新しいルート（金沢駅 - 〈スーパー特急〉 - 石動駅 - 〈在来線〉 - 高岡駅 - 〈在来線〉 - 富山駅）の建設予算が計上されることが決まった。このルート変更の決定により加越トンネルは不要となり、工事が中断、放棄されることになった。またこの日に、既に加越トンネルの建設に投入された8.8億円は、富山県が負担することが決定された。
加越トンネルの工事は、幅5メートル (m) の作業坑が285 m、本坑（幅9 m）が300 mほど完成していた。この完成部分は、建設を担当した日本鉄道建設公団から富山県へ1997年（平成9年）に譲渡され、キノコ栽培・食料貯蔵庫などに転用する案も検討されたが、多大な追加設備投資が必要とされたことから断念されている。2019年現在、小矢部市側の作業坑口が小矢部市名ヶ滝に残っているが、入り口の大部分はコンクリートで蓋がされている。
その後、2004年（平成16年）12月16日の建設計画見直しで富山 - 白山車両基地の着工が決まり、フル規格に格上げ。2015年（平成27年）3月14日にフル規格で開業した。在来線と接続する予定であった石動駅には新幹線の駅は設置されず、北陸新幹線も結果的に全線がフル規格新幹線で一括整備された。そのため、県内の北陸本線は全区間があいの風とやま鉄道線として経営分離された。

## 交通
北陸新幹線の新高岡駅（高岡市）からJR城端線とあいの風とやま鉄道線を乗り継いで石動駅で下車。バスで30分ほどの宮島温泉停留所下車し、西方面へ徒歩5分。